# اندو-نوربورنئول
اندو-نوربورنئول (به انگلیسی: Endo-Norborneol) با فرمول شیمیایی C7H12O یک ترکیب شیمیایی با شناسه پاب‌کم 7362 است. که جرم مولی آن ۱۱۲٫۱۷ گرم بر مول می‌باشد. 